# Eulepidotis hemileuca
Eulepidotis hemileuca là một loài bướm đêm trong họ Erebidae.